# Bibelkanon der Äthiopisch-Orthodoxen Tewahedo-Kirche
Äthiopisch-orthodoxe Christen zählen 81 Bücher zu ihrem Bibelkanon. 

## Der Kanon
Äthiopisch-orthodoxe Christen beziehen sich mit dem Ausdruck „81 Bücher“ auf ihre Bibel. Dabei bleibt aber die Art und Weise, mit welchen Büchern diese Zahl erreicht werden soll, unklar. Die Kanonlisten variieren. Als Hauptquellen zur Bestimmung des verbindlichen äthiopisch-orthodoxen Bibelkanons dienen der Sinodos, das Kirchenrechtsbuch Fetha Negest, Kommentare zu diesen Werken und Gebetbüchern. Je nach Art und Weise der Bestimmung des Bibelkanons lassen sich ein „Breiterer Kanon“ und ein „Engerer Kanon“ unterscheiden. Heutige in Äthiopien im Alltagsgebrauch befindliche Druckausgaben folgen dabei durchweg dem Engeren Kanon.
Der „breitere Kanon“ nennt zusätzlich zum lateinischen Kanon noch folgende Bücher (die teilweise als mehrere Bücher gezählt werden):
- die Esra-Apokalypse,
- das Buch der Jubiläen,
- Henoch,[1]
- das 3. Buch der Makkabäer,[2]
- Pseudo-Josephus,
- den Sinodos,
- das Buch des Bundes,
- den Äthiopischen Clemensbrief,[3]
- die Äthiopische Didaskalia.[4]

Der „engere Kanon“ umfasst die allgemein als kanonisch akzeptierten Bücher des Neuen Testaments und enthält 54 Bücher des Alten Testaments, darunter die Bücher:
- Henoch,
- Jubiläen,
- Weisheit,
- Esra,
- Esra-Apokalypse,
- 1. und 2. Makkabäer,[5]
- Judith,
- Tobit,
- Jesus Sirach,
- Baruch,
- der „restliche Jeremia“,
- der „restliche Daniel“,
- Susanna.

Außerdem wird das Buch der Sprichwörter als zwei Bücher gezählt  (Messale entspricht Spr 1–24; Tägsas entspricht Spr 25–31).